# Empalizada del Sauce

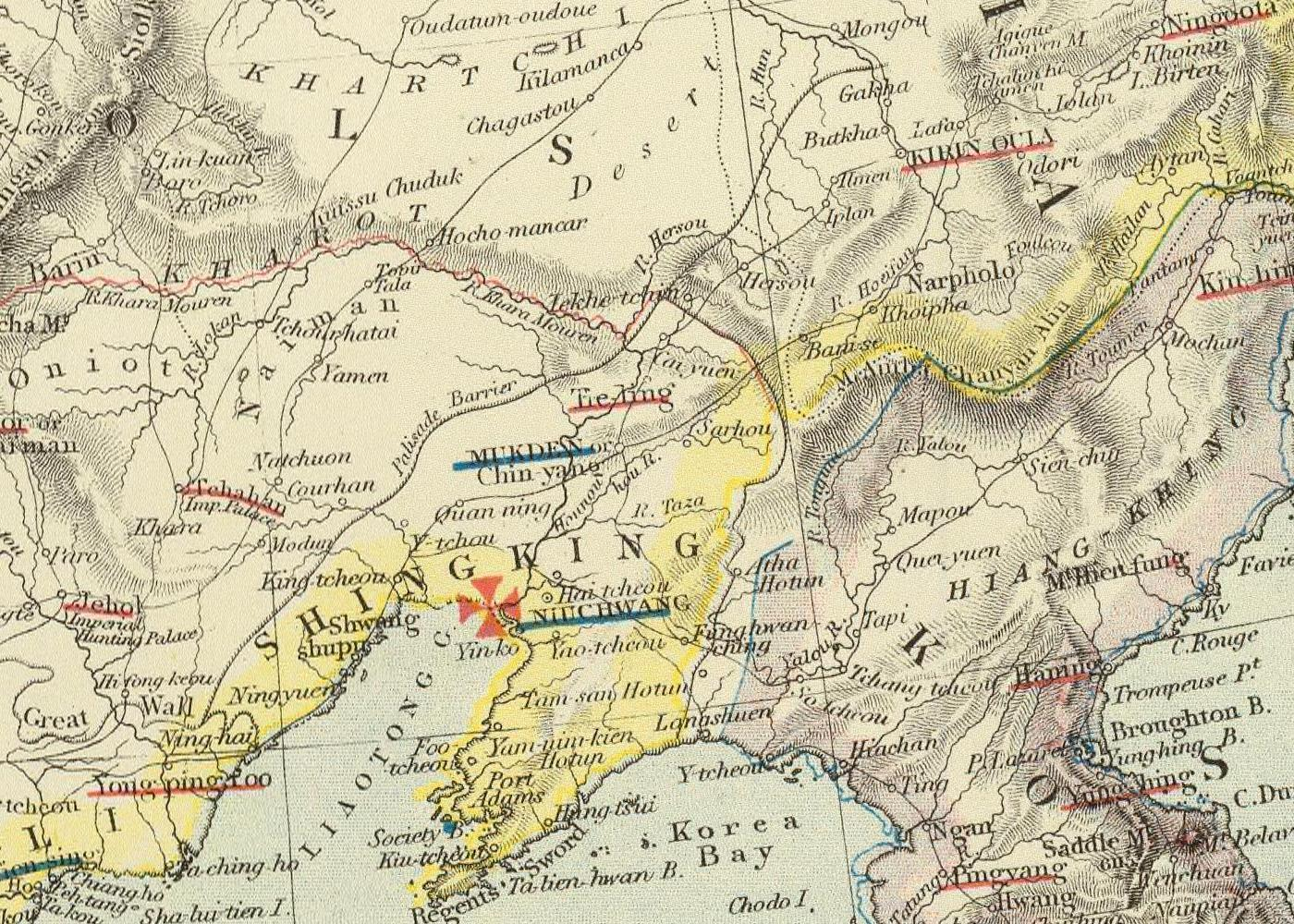
Las tres secciones de la Empalizada del sauce, en un mapa de 1883

La empalizada de Sauce (en chino, 柳條邊; pinyin, Liǔtiáo Biān; en manchú: ᠪᡳᡵᡝᡤᡝᠨ ᠵᠠᠰᡝ, Biregen Jase) fue un sistema de zanjas y terraplenes plantados con sauces para restringir el movimiento hacia Manchuria, construido por la dinastía Qing durante finales de siglo XVII. A menudo se divide convenientemente en tres secciones conectadas: las secciones occidental y oriental, que forman la «Empalizada del Sauce Interior» alrededor de la Península de Liaodong, y la sección septentrional, también conocida como «Empalizada del Sauce Exterior», que separa las zonas tradicionalmente del pueblo manchú (al este) de la zona tradicionalmente mongola (al oeste) al norte de la Empalizada Interior.

## Disposición

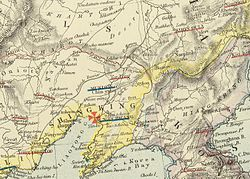
Manchuria.

Manchuria limita con Mongolia en el oeste, el Lejano Oriente ruso en el norte, China propia en el sur y Corea del Norte en el sureste.  Manchuria interior tiene acceso al Mar Amarillo y al Mar de Bohai al sur, mientras que la Manchuria exterior, actual Krai de Primorie, Krai de Jabárovsk y Óblast de Amur en Rusia, tiene acceso al Mar de Japón y al Mar de Ojotsk al este y noreste.
Al sur, la "Empalizada del Sauce Interior" separó a Jilin de la China propiamente dicha; restringió el movimiento de  gente de Han civiles hacia Jilin y Heilongjiang durante la dinastía Qing de 1636-1912, ya que el área estaba fuera de los límites de los civiles Han hasta que los Qing comenzaron a colonizar el área con ellos desde finales del siglo XVIII. Solo a los  manchúes, incluyendo a los  manchúes chinos, se les permitió asentarse en el área más allá de la Empalizada del Sauce. Esta empalizada, a menudo dividida convencionalmente en las secciones oriental y occidental, comenzó en las colinas cerca de la Gran Muralla China, en el interior de  Shanhaiguan, y corría hacia el noreste hacia un punto situado a unos 33 km al norte de Kaiyuan, Liaoning, donde la «Empalizada Exterior» se unía a la «Empalizada Interior». Desde este punto de unión, la sección oriental de la empalizada interior se dirigió hacia el este, hacia la frontera coreana, y finalmente hacia el sur, terminando cerca de la desembocadura del río Yalu.
Con excepción del segmento más septentrional, al norte de Kaiyuan, tanto la sección oriental como la occidental de la Empalizada Interior corrían fuera de la antigua Muralla de Liaodong, la muralla defensiva construida por la dinastía Ming en el siglo XV para proteger el corazón agrícola de Liaoning de las incursiones de los mongoles y los Jianzhou Jurchens o, en algunos lugares, reutilizaban partes de la antigua muralla.
La «Empalizada del Sauce Exterior»"separó la zona manchú de la actual Mongolia Interior; mantuvo separados a los manchúes y a los mongoles de la zona. Esta empalizada exterior, a menudo también descrita como la sección norte del sistema de empalizadas, comenzó en el punto de unión de las tres secciones (al norte de Kaiyuan) y corrió hacia el noreste, terminando poco después de cruzar el río Sungari al norte de ciudad de Jilin, cerca de la ciudad de Fate (法特), dentro de la ciudad de Shulan a nivel de condado.

## Diseño
Mientras que el diseño de las diferentes partes de la empalizada variaba enormemente, y cambiaba con el tiempo, las empalizadas, según la investigación del geógrafo moderno R.L. Edmonds, consistían típicamente en dos diques de tierra paralelos 3 chi, poco más de 1 metro de alto y de ancho, separadas por una zanja que tenía alrededor de 1 zhang (3,5 m) de profundidad y 1 zhang de ancho. Se plantaron filas de sauces en la parte superior de los diques, atando las ramas de cada árbol a las de sus vecinos. Ciertas secciones del sistema de empalizadas coincidieron con la antigua (dinastía Ming) Muro de Liaodong - la extensión de la Gran Muralla China destinada a proteger a los Ming Liaoning de los Manchúes - y no fue necesario plantar sauces.
El sistema de empalizadas se fue deteriorando con el tiempo, de modo que al final de Qing estaba compuesto en su mayor parte por un solo dique con sauces en la parte superior y un foso en la parte exterior de él.
Había varias puertas en las tres secciones de la Empalizada del Sauce, cada una guarnecida por unas pocas decenas de soldados. La ubicación de las puertas cambiaba a veces, pero su número total se mantuvo en 20 o 21 durante la mayor parte de la era Qing,

## Historia

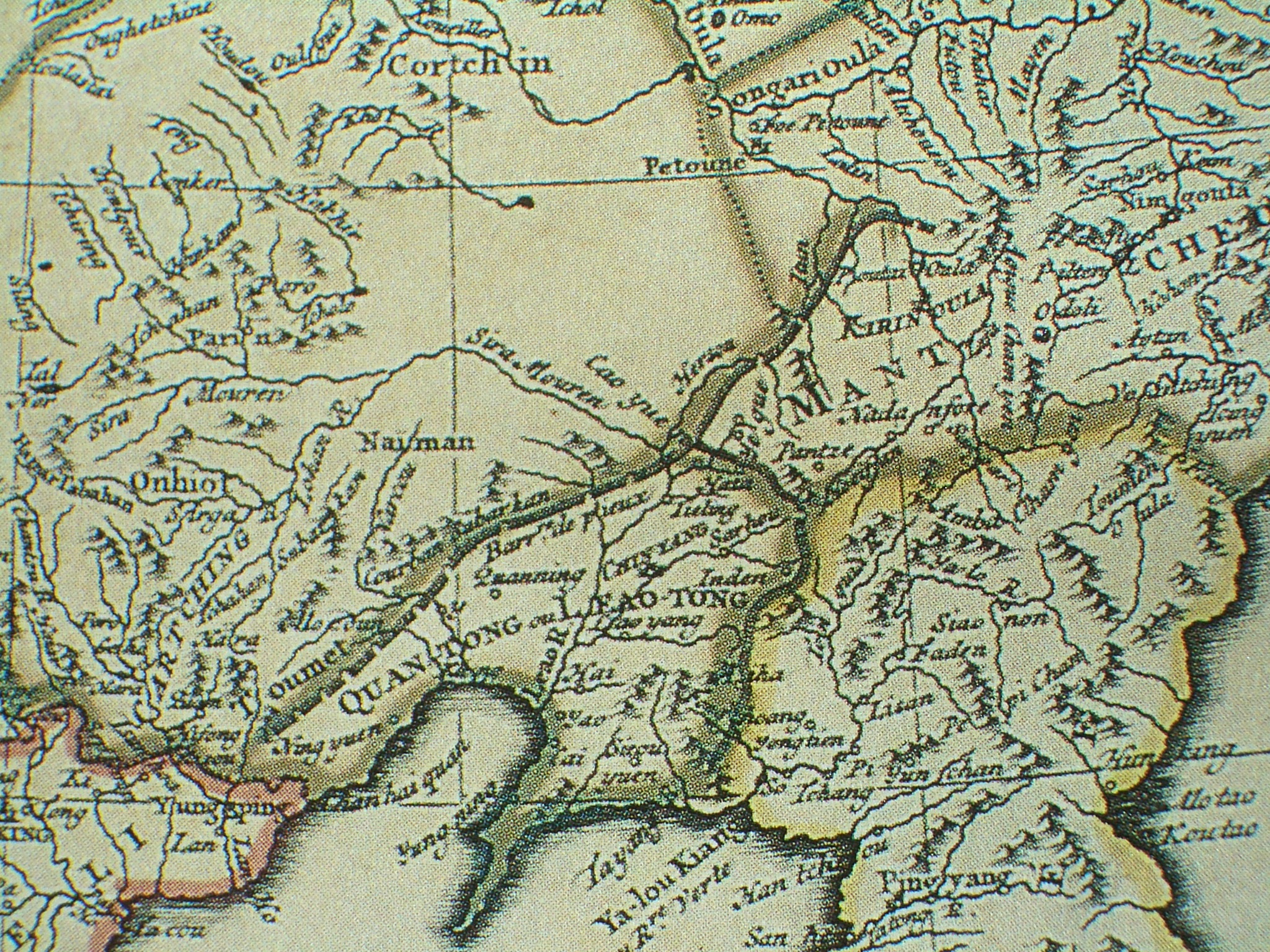
Las tres secciones de la Willow Palisade (Barriere de Pieux) en un mapa francés de principios del. Las secciones oriental y occidental delimitan Liaodong (Leao-Tong), y la sección norte corre al noreste de la ciudad de Jilin (Kirin Oula)

Se cree que la construcción de la sección occidental del sistema, que separa Liaoning de las tierras mongolas en el oeste, comenzó en 1648, sólo cuatro años después de la caída de Beijing a los manchúes, y que se completó antes del final de la Shunzhi (1644–62). Los primeros oficiales de la puerta fueron nombrados en 1651-54. En 1676-79 se emprendió un programa de expansión, utilizando mano de obra de convictos, moviendo secciones de las empalizadas 20-30 li (12-18 km) al oeste, en el área mongola.
Se cree que la construcción de la sección oriental del sistema (la "Empalizada del Sauce Interior" entre Liaoning y la Jilin de los manchúes) comenzó incluso antes de la conquista manchí de la China propiamente dicha, posiblemente tan pronto como en 1638, y fue probablemente completada en 1672.
La sección norte, entre las tierras manchúes y mongoles, fue construida hacia 1681, y por lo tanto se la conoce como Xinbian ("La Nueva Empalizada").
Originalmente, la sección oriental del sistema estaba destinada a impedir el movimiento de los civiles Han desde Liaoning (donde normalmente se les toleraba, y a veces incluso se les animaba a asentarse) hacia las tierras manchúes de Jilin, para recoger ginseng, cazar furtivamente en los cotos de caza imperiales, o incluso para asentarse permanentemente. A medida que la empalizada se curvaba hacia el sur en su extremo oriental, hacia la desembocadura del río Yalu, también se pretendía mantener a los colonos del valle del río Yalu, que el primer gobierno de Qing pretendía mantener como una "tierra de nadie" despoblada a lo largo de la frontera coreana.
De manera similar, la sección occidental evitaría que los potenciales colonos chinos ocuparan las tierras de pasto Yangximu en el lado mongol de la empalizada.
Los civiles Han se diferenciaban de los Han Bannermen por los Qing. Los Qing establecieron algunos Han Bannermen en Jilin y Heilongjiang.
Los agricultores chinos Han fueron reasentados desde el norte de China por los Qing en el área a lo largo del río Liao con el fin de restaurar la tierra para el cultivo. La tierra baldía fue reclamada por los ocupantes ilegales chinos Han, además de otros Han que alquilaron tierra a los terratenientes manchúes. A pesar de prohibir oficialmente el asentamiento de los chinos Han en las tierras de los manchúes y mongoles, para el siglo XVIII los Qing decidieron asentar en Manchuria y Mongolia Interior a los refugiados Han del norte de China que sufrían de hambruna, inundaciones y sequía, de modo que para la década de 1780 los chinos Han cultivaban 500.000 hectáreas en Manchuria y decenas de miles de hectáreas en Mongolia Interior. El Emperador Qianlong permitió que los campesinos chinos Han que sufrían de sequía se trasladaran a Manchuria a pesar de que emitió edictos a favor de prohibirlos desde 1740 hasta 1776. Los campesinos chinos arrendatarios alquilaron o incluso reclamaron el título de propiedad de las "fincas imperiales" y las Tierras de Bandera de Manchú en el área. Además de trasladarse a la zona de Liao en el sur de Manchuria, el camino que une Jinzhou, Fengtian, Tieling, Changchun, Hulun y Ningguta fue colonizado por chinos Han durante el reinado del emperador Qianlong, y los chinos Han eran mayoría en las zonas urbanas de Manchuria en 1800. Para aumentar los ingresos del Tesoro Imperial, los Qing vendieron a los chinos Han las tierras que antes eran manchúes a lo largo de Sungari al comienzo del reinado del [emperador Daoguang], y los chinos Han llenaron la mayoría de las ciudades de Manchuria en la década de 1840 según el abad Huc.
A mediados del siglo XVIII se produjo un declive gradual del sistema de empalizadas. A menudo, las tropas sólo vigilaban las secciones cercanas a las puertas, mientras que lejos de las puertas se encontraban secciones donde los sauces habían desaparecido y los diques se habían erosionado. En 1745, por ejemplo, un censor del gobierno (御史; yushi) llamado He Qizhong informó de su preocupación por que los migrantes ilegales y los contrabandistas de ginseng pudieran estar cruzando la empalizada con demasiada facilidad. A finales del siglo XVIII y principios del XIX la función de control de la migración de la empalizada disminuyó aún más debido a la introducción de planes de migración legal que permitían a los campesinos civiles Han establecerse en ciertas tierras manchúes o mongoles más allá de las secciones occidental y oriental de la empalizada, algunos de los cuales fueron patrocinados por terratenientes manchúes y mongoles interesados en atraer a los arrendatarios chinos a sus propiedades.
De manera similar, la sección occidental evitaría que los potenciales colonos chinos ocuparan las tierras de pasto Yangximu en el lado mongol de la empalizada.
Entre 1820 y 1860, la franja de la actual provincia de Liaoning entre la sección más oriental de la empalizada y el río Yalu también estuvo poblada por colonos chinos, eliminando la zona despoblada entre el imperio chino y el reino coreano.
Así, durante el siglo XIX y principios del siglo XX, el principal significado de las Empalizadas siguió siendo la recaudación de impuestos sobre el ginseng y otras mercancías que pasaban por las puertas, y la regulación del corte de madera más allá de las empalizadas, aunque el contrabando siguió siendo un problema.
Como lo atestiguan varios viajeros de la región en la primera década del siglo XX, las trincheras desaparecieron en su mayoría, y sólo quedaron restos de los diques, sobre todo en la sección occidental del sistema. Según el viajero japonés Inaba Iwakichi, que atravesó la puerta de Weiyuanbao, en la sección oriental del sistema, cerca de su unión con las otras dos secciones cerca de Kaiyuan) en 1907, y de nuevo varios años más tarde a través de una puerta en la Empalizada Exterior cerca de Shibeiling (al sur de Changchun, no había nada para que él viera más que unos pocos viejos troncos de árboles. Como le dijo un viejo guardia de la puerta, los sauces habían sido cortados por las tropas rusas y japonesas durante la Guerra ruso-japonesa de 1904-05. Las puertas que quedaban se estaban desmoronando, aunque todavía estaban llenas de recaudadores de impuestos. Las últimas tropas fueron retiradas de las puertas de las empalizadas en 1920.
Se informó de que entre los Banner, tanto los manchúes como los chinos (Hanjun) en Aihun, Heilongjiang en los años 20, rara vez se casaban con civiles Han, pero ellos (los Banner manchúes y chinos) se casaban principalmente entre sí. Owen Lattimore informó que durante su visita a Manchuria en enero de 1930, estudió una comunidad en Jilin (Kirin), donde tanto los banqueros manchúes como los chinos se establecieron en un pueblo llamado Wulakai, y finalmente los banqueros chinos de allí no se podían diferenciar de los manchúes ya que eran efectivamente manchúes. La población civil Han estaba en proceso de absorber y mezclarse con ellos cuando Lattimore escribió su artículo.